# جيري كراولي
جيري كراولي (بالإنجليزية: Gerry Crawley)‏ هو لاعب كرة قدم ومدرب كرة قدم بريطاني في مركز الهجوم، ولد في 3 يوليو 1962 في غلاسكو في المملكة المتحدة. لعب مع سانت جونستون ونادي بريتشين سيتي ونادي دمبرتون.